# Karl Aschoff
Karl Albert Ludwig Aschoff (Berlino, 10 gennaio 1866 – Friburgo in Brisgovia, 24 giugno 1942) è stato un medico tedesco, patologo, eminente ricercatore nel campo della fisiopatologia umana, in particolare del cuore e del sistema immunitario.
Localizzò un centro dell'automatismo cardiaco (nodo di Aschoff-Tawara). Fece anche una delle più accurate descrizioni dell'infarto cardiaco e dell'endocardite reumatica; di questa mise in evidenza la lesione istopatologica essenziale, ossia il granuloma reumatico (o nodulo di Aschoff).
Dedicò molti studi e ricerche anche all'arteriosclerosi ed alla trombosi. Contribuì in modo fondamentale alla definizione del concetto di sistema reticolo-endoteliale, costituito da leucociti (globuli bianchi) della milza, dei linfonodi, del midollo osseo e del fegato, che hanno il compito di aggredire  e distruggere microrganismi e sostanze dannose all'organismo.
Laureatosi in medicina a Bonn nel 1889, Aschoff fu professore di patologia generale e di anatomia patologica prima a Marburgo, poi a Friburgo. Aschoff fu uno dei maggiori patologi dei suoi tempi, insigne sia come ricercatore sia come maestro.
Del suo assistente a Friburgo, Erich Franz Eugen Bracht, si registrano importanti contributi allo studio patologico della miocardite reumatica.
Fra le numerose pubblicazioni di Aschoff, il trattato Anatomia patologica è considerato un classico.